# Bauhaus-Leuchte

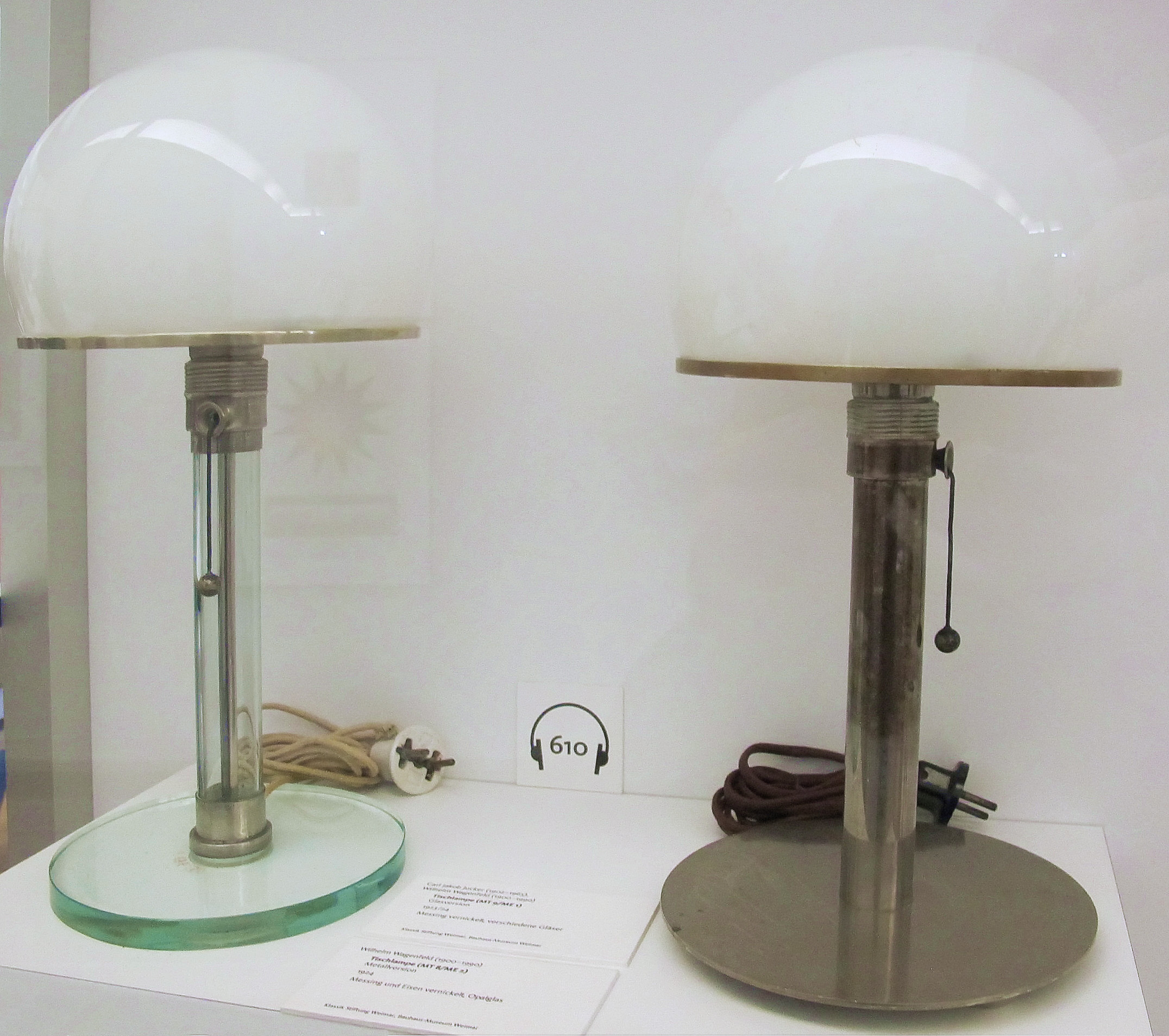
Zwei Tischlampen nach Entwürfen von Wilhelm Wagenfeld aus dem Jahr 1924

Die Bauhaus-Leuchte ist eine Tischlampe, deren Typ von Wilhelm Wagenfeld und Carl Jakob Jucker als Schüler am Weimarer Bauhaus entworfen wurde. Sie folgt dem Gestaltungsleitsatz „Form folgt Funktion“ und gilt als Ikone des modernen Industriedesigns.

## Beschreibung

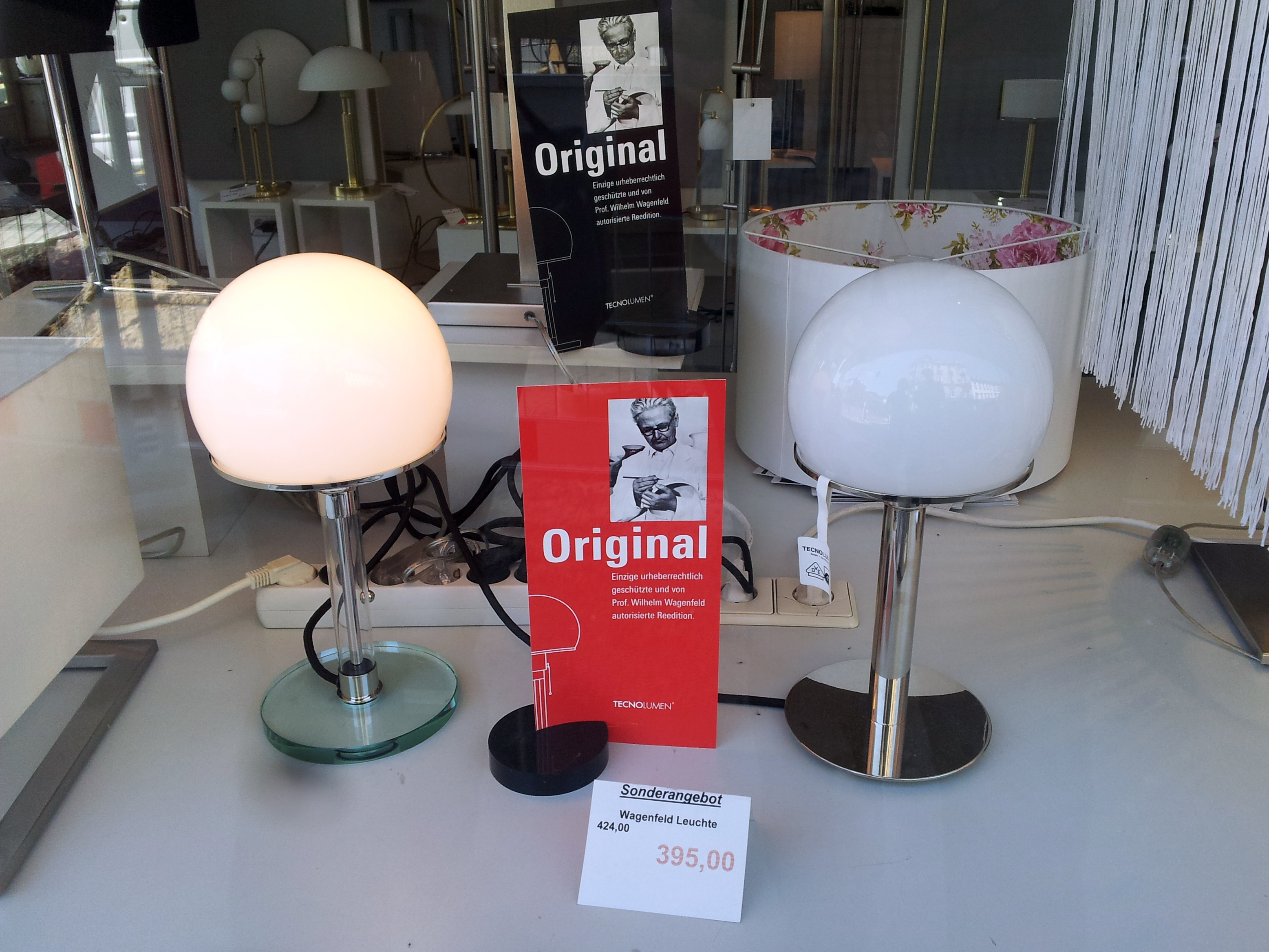
Zwei Versionen der lizenzierten Reedition (WG 24 und WA 24)

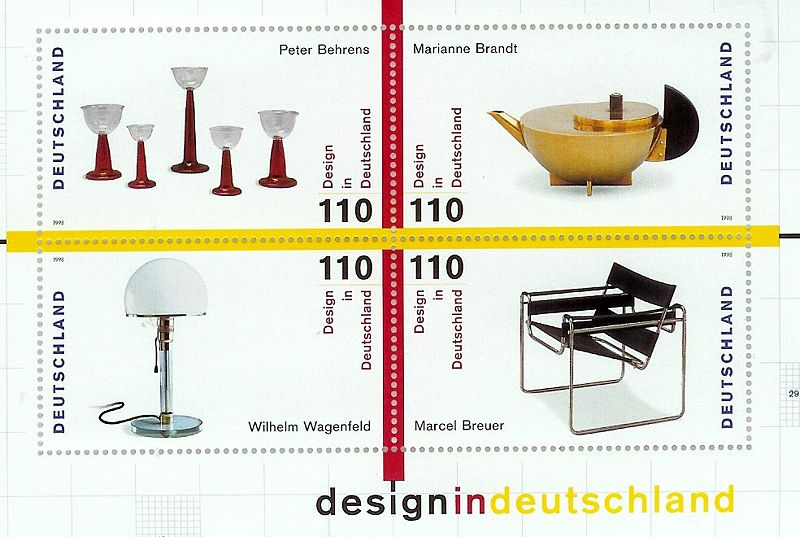
Bauhaus-Leuchte auf einer Briefmarke (1998)

Die Bauhaus-Leuchte besteht aus vernickeltem Metall und Glas und wurde in verschiedenen Modellen realisiert. Der Schirm in Form einer 5/8 Kugel wurde aus Opalglas gefertigt, wodurch das Licht des Leuchtkörpers zerstreut wird. Da mit Opalglas versehene Leuchten bis dahin nur im industriellen Bereich zum Einsatz kamen, handelt es sich bei ihr um die erste elektrische Leuchte, die zerstreutes Licht im Wohnraum ermöglichte. Die Fassung des Leuchtkörpers wird von einem zylindrischen Schaft getragen, der entweder aus Metall oder aus Klarglas besteht, wobei sich in den Modellen mit Glas ein metallenes Rohr befindet, das das Stromkabel aufnimmt. Im Vorentwurf führte Carl Jacob Jucker das Stromkabel noch direkt durch den Glasschaft; Wagenfeld fügte 1924 das vernickelte Metallrohr hinzu. Das äußere Stromkabel ist mit Textil verkleidet. Am Schaft befindet sich eine charakteristische Tülle, aus der die Schnur des Zugschalters führt, das Ende der Schnur ist mit einem vernickelten Metallkügelchen versehen. Der runde Fuß der Leuchte besteht ebenfalls entweder aus Metall oder aus grün schimmerndem Klarglas.
Mit dem Einsatz einfacher geometrischer Formen wie dem runden Fuß und dem zylindrischen Schaft erreichten Wagenfeld und Jucker im Sinne des Gestaltungsleitsatzes „Form folgt Funktion“ sowohl „höchste Einfachheit als auch im Rahmen der Zeit und der zur Verfügung stehenden Materialien höchste ökonomische Effizienz“.

## Geschichte
Die Leuchte wurde ab 1923 in der Metallwerkstatt am Bauhaus entworfen, nachdem László Moholy-Nagy als neuer  „Formmeister“ diese reorganisiert hatte. Walter Gropius hatte die Neuorientierung des Bauhauses gegen die künstlerischen Absichten von Johannes Itten durchgesetzt und als Ziel die Herstellung massenproduzierbarer Produkte ausgegeben, die unter Einsatz neuer Materialien kollaborativ entwickelt werden sollten. Jucker griff auf Bauteile von Gyula Pap zurück und zeigte bereits im Herbst bei der Bauhausausstellung von 1923 im Musterhaus Am Horn die noch unfertige Lampe mit Glasfuß und -säule, Wagenfeld stellte 1924 eine Metalllampe daneben. Bereits 1924 wurde versucht, die Leuchte kommerziell zu vermarkten, was daran scheiterte, dass die meisten ihrer Bauteile in der Bauhaus-Werkstatt handgefertigt werden mussten. Aber auch als die Lampe erstmals 1928 von Schwintzer & Gräff aus industrieller Fertigung angeboten wurde, war die Bauhauslampe mit 55 Reichsmark für weite Bevölkerungskreise unerschwinglich.
Seit 1980 wird sie von der Bremer Firma Tecnolumen in größerer Stückzahl produziert und als Wilhelm Wagenfeld Tischleuchte vermarktet.
Es gibt vier verschiedene Versionen der Bauhaus-Leuchte. Diese tragen die Bezeichnungen WA 23 SW, WA 24, WG 24 sowie WG 25 GL. Die Zahl steht dabei immer für das Jahr der Erscheinung, und die Buchstaben WA bzw. WG für Wagenfeld.
Als herausragendes Exemplar des Produktdesigns der Moderne wurde sie in die Sammlung des Museum of Modern Art aufgenommen.